# Hřivínův Újezd
Hřivínův Újezd (in tedesco Hrziwno Augest) è un comune della Repubblica Ceca facente parte del distretto di Zlín, nella regione di Zlín.